# دونكان لامبي
دونكان لامبي (بالإنجليزية: Duncan Lambie)‏ (20 أبريل 1952 في المملكة المتحدة - 1 ديسمبر 2015) هو لاعب كرة قدم بريطاني في مركز جناح ‏. لعب مع سانت جونستون وغرويتر فورت ونادي دندي ونادي هيبرنيان.

## وصلات خارجية
- دونكان لامبي على موقع قاعدة بيانات كرة القدم.إي يو (الإنجليزية)